# Belm
Belm er en by og kommune med godt 13.500 indbyggere (2013), beliggende midt i Landkreis Osnabrück, lige nordøst for byen Osnabrück, som den nærmest er en forstad til, i den tyske delstat Niedersachsen.

## Geografi
Belm ligger i Osnabrücker Land ved de sydlige udløbere af Wiehengebirge og i den nordøstlige del af Osnabrücker Hügelland midt i Natur- og Geopark TERRA.vita. Nette og Belmer Bach er to tilløb til Hase, der løber gennem kommunen.

## Nabokommuner
Kommunen grænser mod nord til Bramsche, mod øst til Ostercappeln, mod sydøst til Bissendorf, mod sydvest og vest til den kreisfri by Osnabrück (bydelene Darum/Gretesch/Lüstringen, Widukindland, Dodesheide og Haste) og mod nordvest til Wallenhorst.

### Inddeling
I kommunen ligger ud over Belm, landsbyerne Icker, Haltern og Vehrte.
| Bydel                     | Størrelse (km²) | Indbyggere | Indb./km² |
| Belm (inkl. Powe)         | 20,1            | 9373       | 466       |
| Haltern (inkl. Wellingen) | 10,2            | 625        | 61        |
| Icker                     | 10,4            | 1089       | 104       |
| Vehrte                    | 15,8            | 2928       | 185       |